# Район Нака (Хіросіма)

34°23′07″ пн. ш. 132°27′19″ сх. д. / 34.38528° пн. ш. 132.45528° сх. д.
Райо́н На́ка (яп. 中区, なかく, МФА: [naka ku̥], «Центральний район») — район міста Хіросіма префектури Хіросіма в Японії. Станом на 1 жовтня 2007 площа району становила 15,34 км². Станом на 1 червня 2011 населення району становило 130 726 осіб.

## Символи району
Емблема Наки — стилізоване зображення символу миру, злітаючого білого голуба, й ієрогліфічного знаку 中 (нака), назви району. Емблема уособлює бажання вічного миру та розвитку.
Прапор Наки — полотнище зеленого кольору, сторони якого співвідносяться як 2 до 3. В центрі полотнища розміщена емблема району білого кольору. Зелена і біла барви символізують «надію на відродження» і «мир та чистоту».

## Загальні відомості

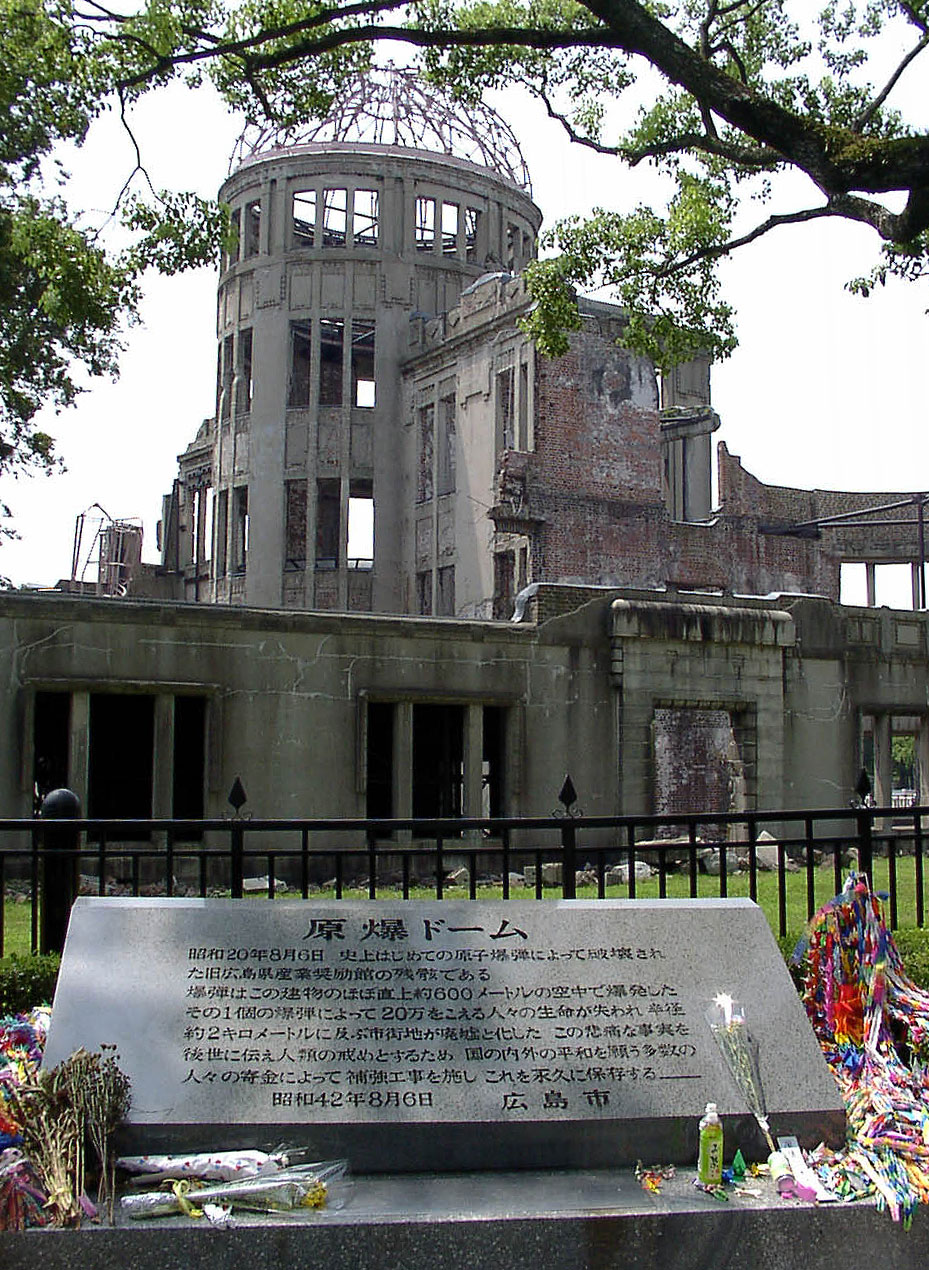
«Купол атомного бомбардування» — головна пам'ятка Хіросімського меморіалу миру.

Район Нака розташований у нижній частині дельти річки Ота. Його сусіди на сході — район Мінамі та район Хіґасі, з якими він межує по річці Кьобасі, а на заході — район Нісі, кордон з яким пролягає по річці Тенман. На півдні Нака омивається водами Хіросімської затоки Внутрішнього Японського моря. Центральною частиною цього району протікають дві річки — Мотоясу та Хон
Північна частина Наки складається переважно з житлових багатоповерхівок і урядових будівель. На схід від центру знаходяться розважальні квартали. В околицях району впереміш розташовані житлові будинки і підприємства малого і середнього бізнесу. На півдні Наки, у місцевості Еба, вирощують устриць, а рекультивованих землях узбережжя міста діють заводи підприємства компанії Міцубісі.
Центр району Нака є політико-адміністративною і соціально-економічною серцевиною мегаполісного округу Хіросіма та регіону Тюґоку. У місцевостях Камія та Хаттьоборі сконцентровано комерційні будівлі — великі універмаги, підземні торгові комплекси та професійні крамниці, а також урядові офіси, штаб-квартири і відділення банків та підприємств.
Район Нака має найкращі транспортні комунікації в місті. Тут перетинаються автобусні маршрути, колії Хіросімського трамваю та підземна залізниця Астрам-лайн. У цьому ж районі знаходиться міський автовокзал.
Нака є одним із головних туристичних осередків Хіросіми. На території району розташовано Хіросімський меморіал миру, Хіросімський меморіальний «Парк Миру», Вулиця миру та інші пам'ятки історії та культури.

## Освіта
- Хіросімський університет (додатковий кампус)